# Heterangaeus spectabilis
Heterangaeus spectabilis är en tvåvingeart som beskrevs av Alexander 1924. Heterangaeus spectabilis ingår i släktet Heterangaeus och familjen hårögonharkrankar. Inga underarter finns listade i Catalogue of Life.